# Baigneaux (Loir-et-Cher)
Baigneaux település Franciaországban, Loir-et-Cher megyében. Lakosainak száma 46 fő (2018. január 1.). Baigneaux Boisseau, Rhodon, Sainte-Gemmes és Selommes községekkel határos.

## Népesség
A település népességének változása:
| Lakosok száma | 52   | 57   | 46   | 37   | 47   | 49   | 47   | 47   | 46   | 46   |
|               | 1968 | 1975 | 1982 | 1990 | 1999 | 2011 | 2013 | 2015 | 2017 | 2018 |